# Fissidens abbreviatus
Fissidens abbreviatus är en bladmossart som beskrevs av Mitten in Seemann 1873. Fissidens abbreviatus ingår i släktet fickmossor, och familjen Fissidentaceae. Inga underarter finns listade i Catalogue of Life.